# かんさつノート
『かんさつノート』は、1958年4月18日から1960年3月16日までNHKテレビジョン → NHK総合テレビジョンで放送されていた小学校中学年向けの学校放送（教科：理科）である。1959年1月23日からはNHK教育テレビジョンでも放送されていた。

## 放送時間
いずれも日本標準時。
| 期間                         | 放送時間                                                                                  |
| ---------------------------- | ----------------------------------------------------------------------------------------- |
| 1958年4月18日 - 1959年3月6日 | 金曜日 11:35 - 11:55 この当時は不定期放送で、『テレビ図書館』と一週交替で放送されていた。 |
| 1959年4月8日 - 1960年3月16日 | 水曜日 11:35 - 11:55 レギュラー化。初回のみ11:25からの10分拡大版で放送。                  |

## 備考
1958年7月11日、昭和天皇と香淳皇后はNHK東京放送会館を視察した際に本番組のリハーサルも見学し、番組の学校での利用状況などについて質問した。